# Individual sociedad
Individual sociedad es el primer sencillo de la cantautora chilena Vasti Michel, perteneciente a su primer álbum de estudio De tierras y asfaltos, lanzado el año 2009 por la discográfica Sello Azul.
En esta canción, compuesta e interpretada por Vasti, su voz está acompañada únicamente por un bombo huancara y chajchas. Es una crítica a la sociedad actual y su falta de comunicación y colectividad. Incluye versos de «La Pala» de Víctor Jara.